# Collection (Marcella Bella)
Collection è un album raccolta di Marcella Bella, pubblicato nel 2011 dalla Rhino Records. Quest'album fa parte della discografia non ufficiale della cantante italiana e raccoglie solo brani del periodo CGD.

## Tracce
1. Un ragazzo nel cuore
2. Bocca dolce
3. Hai ragione tu
4. Nel mio cuore
5. Montagne verdi
6. Tu insieme a lei
7. Sole che nasce, sole che muore
8. Il tempo dell'amore verde
9. Io domani
10. Dove vai
11. Nessuno mai
12. Per sempre
13. Negro
14. E tu chi sei
15. Abbracciati
16. Il vento